# 柏原敬子
柏原 敬子（かしはら けいこ、1956年〈昭和31年〉9月 - ）は、日本の元航空自衛官である。大阪府大阪市出身。最終階級は空将補。佐伯光海将補（医官）、梶田ミチ子空将補に続いて三自衛隊で3例目の女性自衛官の将官であり、医官を除く一般職の女性で初めて現役の「将補」に昇任、三自衛隊初の女性司令でもあった。

## 経歴
関西学院大学では合気道部に所属した。大学卒業後、女性自衛官の採用が始まって5年目の1979年（昭和54年）、航空自衛隊に第69期一般幹部候補生（A幹部）として入隊した。同期生は男性が150名に対して、女性は5名であった。早朝からラッパで起こされ、夜まで分刻みのスケジュール。とにかく追いまくられるハードな生活で、男女ともに次々と辞めていくなか、10か月後に残った女性は3名だった。女性新隊員の教育担当を経て、24歳のとき、男性新隊員区隊長になった。30代の時、女性幹部自衛官の親睦団体「弥生会」を立ち上げた。
総務・人事畑を進み、航空自衛隊幹部候補生学校業務部長、航空教育集団司令部総務部長、情報本部総務部長、航空総隊司令部総務部長などを歴任した。2010年4月1日、防府南基地司令に就任、自衛隊初の女性基地司令となった。2011年8月5日には空将補に昇任し、医官や営門将補を除く自衛隊初の女性将官となった。同時に航空自衛隊第3術科学校長兼ねて芦屋基地司令に就任。
2013年（平成25年）8月22日付で3術校長の任を解かれ、航空自衛隊を退官。以後は活躍した女性隊員として、各種講演などを行っている。

### 年譜
- 1979年（昭和54年）4月：航空自衛隊入隊（第69期一般幹部候補生）
- 1998年（平成10年）1月：1等空佐昇任
- 2002年（平成14年）8月：航空自衛隊幹部候補生学校業務部長
- 2003年（平成15年）12月：航空幕僚監部人事教育部補任課服務室長
- 2005年（平成17年）7月：航空教育集団司令部総務部長
- 2007年（平成19年）9月：情報本部総務部長
- 2008年（平成20年）8月：航空総隊司令部総務部長
- 2010年（平成22年）4月：航空教育隊司令兼防府南基地司令
- 2011年（平成23年）8月：空将補昇任、航空自衛隊第3術科学校長兼芦屋基地司令
- 2013年（平成25年）8月：退官